# Conophorus brunneus
Conophorus brunneus är en tvåvingeart som beskrevs av Zaitzev 1969. Conophorus brunneus ingår i släktet Conophorus och familjen svävflugor.
Artens utbredningsområde är Kazakstan. Inga underarter finns listade i Catalogue of Life.